# Torre Idiáquez

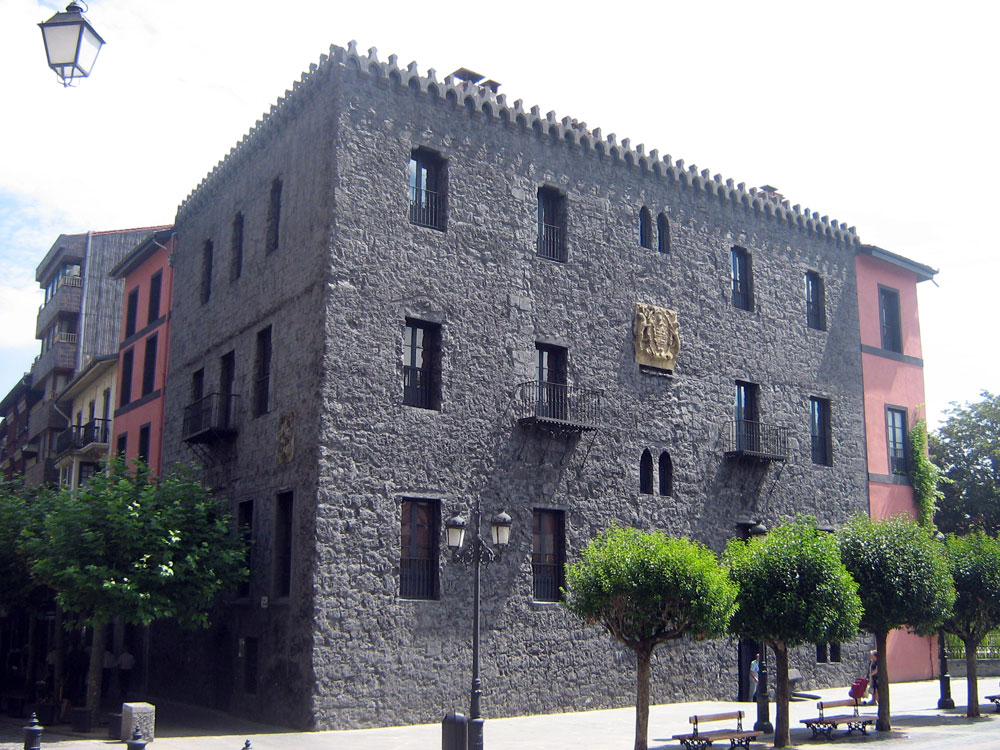
Fachada principal.

La Torre Idiáquez (en euskera Idiakez dorretxea o Idiakez jauregia, también conocida como Etxe Beltz) es un edificio ubicado en la localidad guipuzcoana de Azcoitia.

## Historia
La casa, que es denominada en euskera Etxe Beltz (casa negra) por su aspecto, pertenece a los Duques de Granada de Ega. Aparece en dos momentos importantes de la historia de Azcoitia:
- En 1456 fue escenario de un episodio de las Guerras de bandos, pues en ella los parientes mayores de Guipúzcoa colocaron su último desafío.[1]
- En 1838, cuando Carlos María Isidro de Borbón contrajo matrimonio con la Princesa de Beira en el interior del edificio.

En la actualidad es uno de los principales atractivos turísticos de Azcoitia, debido al buen estado de su fachada, en la que destaca la puerta apuntada y adovelada al modo rústico.